# Mauritz Brännström
Erik Mauritz Brännström, född 26 februari 1914 i Bjursele, Västerbottens län, död 14 december 1974 i Malå, var en svensk längdåkare från Norsjö. Han vann Vasaloppet 1941, och gick under smeknamnet "Norsjöbjörnen".
Brännström vann även en silvermedalj över 50 km vid världsmästerskapen i nordisk skidsport 1941 i Cortina d'Ampezzo. Vid SM 1937 blev han tvåa efter Arthur Häggblad som var den framgångsrikaste svenska skidlöparen vid tiden. Han ställde även upp vid Vasaloppet 1963 på grund av tävlingens 40-årsjubileet och var endast åtta minuter långsammare än vid vinsten 1941.